# Welicoruss
A Welicoruss egy szimfonikus black/pagan metal zenekar Oroszországból, Novoszibirszk városából.
A zenekar nevének van egy, az ősi Oroszország északkeleti részéből származó történelmi jelentése, emellett utal az orosz forradalomra is. Amíg a zenekar hangja és imázsa vitathatatlanul black metalos a maga sötétségével és intenzitásával, a Welicoruss hagyományos népi dallamokkal és szimfonikus elemekkel színesíti hangzását. A dalszövegek, elképzelések és az ideológia az ősi orosz és skandináv kultúrából, keleti filozófiából és pogány hagyatékból nyert inspirációt.

## Történet

### Formáció
Kezdetben Alexey Boganov szólóprojektjeként indult az együttes 2001-ben, és számos saját készítésű demója készült 2006-ig, a teljes zenekarrá válásig. Első nagylemezük, a WinterMoon Symphony 2008-ban jelent meg, ezt egy EP, az Aperion követte 2009-ben. Mindkét album egy jelentősebb orosz kiadónál, a CD-Maximum-nál jelent meg, mielőtt a zenekar 2009-ben felbontotta a szerződést.

### Az orosz periódus
2008 nyarán a „Blizzard” című dal videóklipje számos emberhez eljutott a YouTube-on keresztül, majd ugyanabban az évben a Welicoruss egy színpadon játszott a Gorgoroth, a Samael, a Moonspell, a Cynic és egyéb zenekarokkal a Metal Heads Mission fesztiválon. A zenekar negyvenhetedik helyezett  volt az orosz Dark City Magazine-ban, ami újabb elismerés volt az együttesnek. 2009. április 11-től május 24-ig a zenekar tizenhat orosz városban koncertezett az első turnéja keretein belül, ami a „WinterMoon Symphony Tour” címet viselte. Ebben az évben még a Welicoruss együtt játszott a norvég viking metal zenekarral, a Helheimmel.
2011 július 31-én a zenekar megjelentetett egy ingyenes online kislemezt „Kharnha” címmel, amin három új dal volt hallható, továbbá egy intro és a címadó dalnak egy komolyzenekari verziója. Ez a megjelenés bizonyította, hogy a csapat valami másban utazik, dallamosabb stílusban és befogadhatóbb írói folyamattal.
2011 októberében a Welicoruss aláírt egy szerződést a Domestic Genocide Records kiadóval. 2011 december 12-én a Welicoruss bemutatta új videóját, a „Kharnha”-t a Rock City Club-ban, Novoszibirszk-ben. A videót az Imperium Studiosban vették fel, a rendező Alexander Tsurupa és Alexander Semko volt. A jellemzően klasszikus orosz-skandináv témákban pedig a „Steel Fist” és Sofia Sonador működött közre.
2012 novemberében megjelent a YouTube-on a „Sons of the North” (Észak fiai) számra készült klip, amit Alexey Boganov rendezett és amelynek felvételei az EYE Cinema stúdióban készültek el.

### Költözés Európába
2013-ban a zenekar alapítója, Alexey Boganov úgy látta, hogy a Welicoruss elérte a maximális lehetőségeit Oroszország keleti területein, ezért úgy döntött, hogy Prágába költözik, és új társakat keres. Hamarosan a gitáros, Gojko Marić, az orosz basszusgitáros, Dmitriy Zhikharevich és a cseh dobos, David Uban csatlakozott a Welicorusshoz, ami így nemzetközi zenekarrá nőtte ki magát.
2014-ben a zenekar az Arkonátt vezette fel Prágában és Brnóban, és Csehországban résztvevője volt a „Made of Metal” illetve az „Under the Dark Moon” fesztiválnak.
Az új albumuk, az Az esm (Én vagyok, ősoroszul) 2015. január 31-én jelent meg. Az albumot Novoszibirszk-ben vették fel, mindazonáltal néhány dalon a felvételek után alakítottak és azután még egyszer felvették, már Prágában. A zenekar elkezdte első európai turnéját „Az Esm’ tour” néven, koncerteket adva Németországban, Ausztriában, Lengyelországban, Magyarországon, Szlovéniában, Svájcban, Franciaországban és Hollandiábanban.
2015 februárjában a közismert német metal magazin, a Legacy publikált egy cikket a Welicoruss-ról, rendkívül dicsérve az új megjelenésüket.
A 2016-os év teljesen tele volt koncertekkel Csehországban, Németországban, Ausztriában, Szlovákiában és még Franciaországban is. A Welicoruss számos nagy fesztiválon is fellépett, mint például a németországi Ragnarök fesztivál, a Rock of Sadská Fest (Csehország), a Czech Death Festival (Cseh Köztársaság), a Gothoom fesztivál (Szlovákia), a Heathen Rock Festival (Németország) és az Exit Festival ( Szerbia).
A következő 2017-es év a még nagyobb áttörés éve volt, köszönhetően Európa egyik legnagyobb metálfesztiváljának, a franciaországi Hellfestnek. A Hellfesten való fellépésük során a Welicoruss több mint 12 000 rajongó előtt játszott, és számos nagyszerű reakciót gyűjtött össze. maga a fesztivál és jóval a Hellfest vége után.
Az év előrehaladtával Dmitry basszusgitáros távozik, az életprioritások megváltozása miatt, és Ondřej Zadny veszi át a helyét. Ugyanebben az évben a Welicoruss leghosszabb európai turnéjára indul a dallamos black metal bandával, a Wolves Dennel, és a turné során 20 városba látogatnak el Németországban, Franciaországban, Belgiumban, Hollandiában, Svájcban, Ausztriában, majd később az osztrák Harakirivel. sky egyhetes körútra indulnak Csehországban, Szlovákiában és Magyarországon.
A következő évben (2018) a Welicoruss sokkal agresszívebben turnézott, hetente több fellépéssel. A zenekar jelenleg minden eddiginél erősebb az európai színtéren, és olyan helyi fesztiválokon szerepel, mint a Horner Fest (Németország), a Hammerfest (Olaszország), a Schlichtenfest (Németország), a Metal United Festival (Németország) és a Wolfszeit (Németország). . A koncertek között a zenekar tagjai új dalokon dolgoznak, 2018 tavaszán pedig élőben mutatják be új szerzeményüket Csehországban, teljesen meglepve rajongóikat egy sokkal durvább hangzással és főleg angol szövegekkel. Ebben az időben a zenekar balkáni expedícióra vállalkozik, és Szerbiában, Romániában és Magyarországon játszik.
Az év második felében a Welicoruss tíznapos turnéra indul a lengyel Valkenrag vikingekkel, majd még ugyanebben az évben a zenekar miniturnét játszik Cipruson (Necosia és Larnaca), ami nagy sikert aratott. Ondřej ekkor kilép a zenekarból, helyére Tomáš Mangusek lép a basszusgitáron, Tomáš pedig a mai napig a zenekar tagja.
2018 végén az albumon végzett intenzív munka a végéhez közeledik, és nem csak Alexey, hanem az új tagok is keményen dolgoznak - Gojko Marić (gitárok és zenekari részek), valamint Ilya Tabachnik, aki az albumon dolgozott. az új album összes dobját, és aktívan részt vett az alkotói folyamatban, ahol nagyon progresszív, ugyanakkor közvetlen és frappáns dobokat alkotott. Szinte az összes szöveget Alexey írta, és ő adott nekik egy erős filozófiai koncepciót. Minden érintett egyetértett abban, hogy az album agresszív, kihívást jelent a játékosok szemszögéből, és ez egy olyan album, amelyre mindenki büszke.
2019 elején a Welicoruss a prágai Faust stúdióba érkezik, hogy január folyamán újabb hosszú lemezt készítsen. Ez egy teljesen új élmény volt a zenekar számára, ami segített a Welicorusnak hosszas töprengés után megtalálni a hangzását.
Alexey Stetsyuk, aki fehéroroszországi Drygva stúdiójában a keverésről és masteringről gondoskodott, segített megtalálni a hangzást. Ezen az albumon nemcsak Alexey énekel először (sok stílust lehet hallani az albumon), hanem Ilya Tabachnik is, aki szinte minden tiszta énekhangról gondoskodott az új albumon. Az egyetlen kivétel a svájci Xaon együttes énekese, Robert Carson vendégszereplése.
Ezt követően Gojko Marić gitáros személyes okok miatt távozik, helyére Tomáš Sršně érkezik, aki vendéggitárosként érkezik.
Az év végén, 2019.11.30-án a zenekar szerződést ír alá a német El Puerto Records kiadóval, amely kiadja a "Siberian Heathen Horde" utolsó rendszeres albumát, amely 9 új dalt tartalmaz majd. Ennek megjelenési dátuma A várható album 2020.03.27-re készült.
2023.03.14 Filip Rabenseifner gitáros csatlakozik a bandához, a vendéggitáros Tomáš Sršná helyére. Filip hamarosan a zenekar teljes jogú tagja lett.
2023 folyamán befejezte a Dedmans manifesto hamarosan megjelenő új albumán a munkát, és az év második felében megkezdte az új album felvételét a The Barn stúdióban. Az új albumnak 2024-ben kell megjelennie.

## Diszkográfia

### Nagylemezek
- WinterMoon Symphony (2008)
- Az Esm' (2015)
- Siberian Heathen Horde (2020)

### EP-k
- Apeiron (2009)

### Kislemezek
- Kharnha (2011)

### Demók
- WinterMoon Symphony (2002)
- WinterMoon Symphony (2006)

## Videográfia
- "Slavonic Power" (2007)
- "Blizzard" (2008)
- "Slava Rusi" (2009)
- "Kharnha" (2011)
- "Sons of the North" (2012)
- "Az Esm" (2015)

## Fordítás
- Ez a szócikk részben vagy egészben  a   Welicoruss című angol Wikipédia-szócikk fordításán alapul.  Az eredeti cikk szerkesztőit annak laptörténete sorolja fel. Ez a jelzés csupán a megfogalmazás eredetét és a szerzői jogokat jelzi, nem szolgál a cikkben szereplő információk forrásmegjelöléseként.